# Klaus Möller (Autor)
Klaus Möller (* 6. Februar 1952 in Frankfurt am Main; † 26. Juli 2013 in Rodgau) war ein deutscher Autor, Moderator, Produzent und Regisseur.

## Leben
In den Jahren 1969 bis 1974 wurden seine Filmarbeiten beim „Fest der jungen Filmer“ mehrmals prämiert. 1970 produzierte er in der Reihe „Schreib ein Stück“ Süddeutschen Rundfunk/Fernsehen seinen ersten Fernsehfilm „no prizes-no wagering“ mit Marius Müller-Westernhagen in der Hauptrolle. Während der Jahre 1972 bis 1974 veröffentlichte er drei Bücher im k.h. hartmann verlag Burgholzhausen. In der gleichen Zeit leistete er Autoren- und Regiearbeit für den Hessischen Rundfunk/Fernsehen für das Jugendmagazin - Treffpunkt.
Von 1974 bis 2010 war er Redakteur beim Zweiten Deutschen Fernsehen. Er begann dort mit der Moderation der Sendung Schüler-Express. Ab 1985 moderierte er zusammen mit Biggi Lechtermann die inzwischen legendäre Computersendung Computer Corner, ab 1989 moderierte er zusammen mit der Handpuppe Max Babbelnase (bespielt von Oskar Mahler) die Computersendung Komm Puter!. Von 1993 bis 1996 moderierte er die Spieleecke in der 3sat-Computersendung neues und moderierte dazwischen im Jahre 1995 zusammen mit Sandy Jilg die Rubrik Computerpark im ZDF-Fernsehgarten. Ab 1996 war Klaus Möller maßgeblich als Online-Redakteur beim Start von ZDF.online, dem Web-Angebot des Zweiten Deutschen Fernsehens, beteiligt.
1982 wurde das Buch Lastwagenlyrik im kh.hartmann verlag Burgholzhausen veröffentlicht. Ab 1986 gab es mehrere Buchveröffentlichungen im Tomus Verlag.
Von 1985 bis 2012 war er mit längeren Unterbrechungen in der Stadtverordnetenversammlung und im Magistrat der Stadt Rodgau tätig.
Möller war Mitglied der Partei Bündis 90/Die Grünen.
Klaus Möller lebte mit seiner Frau und seinen drei Kindern im hessischen Rodgau.

## Preise und Anerkennungen
- 1963 1. Preis Fotowettbewerb der Stadt Frankfurt
- 1969 Auszeichnung Fest der jungen FilmerFilm: Friedhof
- 1970 Auszeichnung Photokinaobelisk Film: Road To Cairo
- 1978 „Jenny ist tot“ Prädikat wertvoll Spielfilm (ZDF)
- 1993 Kulturpreis der Stadt Rodgau für künstlerisches Gesamtwerk
- 1995 Auszeichnung Goldener Spatz der Kinderjury in Gera: Flop Show (ZDF)
- 2013 Ehrenplakette in Silber der Stadt Rotgau

## Betreute Serien
- Schüler-Express
- Computer-Corner
- Technik-2000
- Komm Puter!
- Flop-Show
- Cafe Skandal
- Ökowelt
- Knautschzone (Familienmagazin)
- Smello
- TKKG - Der Club der Detektive